# Aleksa Popović
Aleksa Popović (cyr. Алекса Поповић; ur. 31 lipca 1987 w Danilovgradzie) – czarnogórski koszykarz, występujący na pozycjach rzucającego obrońcy lub niskiego skrzydłowego, reprezentant kraju, obecnie zawodnik Union Neuchatel Basket.

## Osiągnięcia
Stan na 14 maja 2022, na podstawie, o ile nie zaznaczono inaczej.

### Drużynowe
- Mistrz Czarnogóry (2011–2015)
- Wicemistrz:
  - Ligi Bałkańskiej (2010)
  - Czarnogóry (2010)
- 3. miejsce w Lidze Adriatyckiej (2011, 2012)
- 4. miejsce w Lidze Adriatyckiej (2015)
- Zdobywca Pucharu Czarnogóry (2011, 2012, 2014, 2015)
- Finalista pucharu:
  - Czarnogóry (2013)
  - Węgier (2017)
- Uczestnik międzynarodowych rozgrywek:
  - Eurocup (2010–2015)
  - Ligi Mistrzów (2016/2017)

### Indywidualne
- MVP:
  - ligi czarnogórskiej (2013)
  - kolejki ligi:
    - adriatyckiej (24 – 2012/2013)
    - czarnogórskiej (2x – 2018/2019, 2x – 2020/2021)

### Reprezentacja
Seniorska
- Mistrz igrzysk małych państw Europy (2015)
- Uczestnik:
  - mistrzostw:
    - świata (2019 – 25. miejsce)
    - Europy (2013 – 27. miejsce)

  - kwalifikacji:
    - europejskich do mistrzostw świata (2017–2019 – 12. miejsce, 2020)
    - do Eurobasketu (2013, 2015)

Młodzieżowe
- Mistrz Europy dywizji B U–20 (2007)